# Teracom Components
Teracom Components utvecklar och tillverkar radiomekaniska komponenter, till exempel antenn- och koaxialsystem, för tv- och radioutsändningar, telekom och andra former av radiokommunikation. Företaget levererar bland annat broadcastingprodukter till Teracoms alla stora radio- och tv-stationer i Sverige. En stor del av produkterna, främst inom mobiltelefoni, exporteras dock. Teracom Components har kontor och produktionsanläggningar i Östra Sallerup utanför Hörby och ägs till 100 % av Exirgruppen AB.